# Kunihiko Takizawa
Kunihiko Takizawa (滝澤 邦彦?, Takizawa Kunihiko; Tokyo, 20 aprile 1978) è un ex calciatore giapponese, di ruolo centrocampista.